# Чароит
Чарои́т — минерал пироксеновой группы подкласса цепочечных силикатов, и одноимённая горная порода (иногда горную породу с чароитом называют чароититом).

## Термин
Этимология названия от слова «чарующий» и по названию реки Чара (приток Олёкмы), рядом с которой он был впервые найден В. П. Роговой.

## Описание
Прочный, вязкий, хорошо полирующийся ювелирный и поделочный камень. Цвет варьируется от бледно- до тёмно-фиолетового с шелковистым переливчатым блеском. Окраска предположительно обусловлена примесью марганца. Твёрдость по шкале Мооса 6—7; плотность 2,5—2,6 г/см³. Содержит примеси бария, стронция, редкоземельных элементов.
Образует горную породу, состоящую из спутанноволокнистых и чешуйчатых агрегатов, которые могут содержать чёрные лучистые кристаллы щелочного пироксена эгирина, зеленоватые кристаллы полевого шпата, золотистые, сверкающие металлическим блеском сульфиды, жёлтые или коричнево-жёлтые кристаллы тинаксита. Всего в чароитовых породах установлено 40 редких и редчайших минералов, из них несколько новых: токкоит (K2Ca4Si7O17(O,OH,F)4), франкаменит (K3Na3Ca5(Si12O30)F3(OH)-H2O).
При температуре 1000 °С чароит спекается в стеклянные шарики, не теряющие своего сиреневого цвета.

## История открытия и добычи
Впервые минерал был обнаружен в процессе геологической съёмки в 1948 году советским геологом В. Г. Дитмаром, который ошибочно назвал его куммингтонитовым сланцем. Единственное промышленное месторождение было открыто в 1960 году выпускниками Иркутского политехнического института Юрием и Верой Роговыми. Оно находится на границе Иркутской области и Якутии в разломе Байкальского рифта на водоразделе реки Чара и реки Токко, и получило название Сиреневый Камень по цвету чароита. Разработка месторождения началась в начале 1970-х годов, тогда же камень стал известен в мире. Когда первооткрыватель месторождения Юрий Рогов был отправлен правительством в заграничную командировку, он посетил минералогический музей Лувра, который претендовал на наличие полной коллекции всех минералов Земли и, показав пластинку из сиреневой породы, попросил определить минерал. Сотрудники музея были вынуждены признать, что такого минерала у них нет, и предложили ему продать образец, но советский геолог отказался.
Первые ювелирные изделия из чароита были изготовлены в 1973 году.
В качестве нового минерала чароит был официально зарегистрирован В. П. Роговой в 1977 году.
В то время, как учёные всесторонне изучали новый минерал, ювелиры уже начали обрабатывать и продавать поделочный камень. Вскоре самоцвет стал настолько знаменит, что многие изделия из него стали отправлять за рубеж.
Один из американских учёных изучил импортный советский чароит у себя на родине и подал заявку в Международную комиссию по новым минералам, чтобы закрепить приоритет открытия за собой. Иркутская исследовательница Вера Парфентьевна Рогова отправила заявку немногим ранее, но ее заявку не приняли и попросили поменять название камня. Изначально предложенное иркутянкой название «чараит», по мнению комиссии, оказалось созвучным с названием другого минерала — чералит, почему предложение В. П. Роговой и было отклонено.
Но справедливость восторжествовала. Все члены комиссии, кроме одного, высказались за то, чтобы присудить честь открытия Вере Роговой. Американский минералог написал сибирской коллеге письмо с поздравлениями.

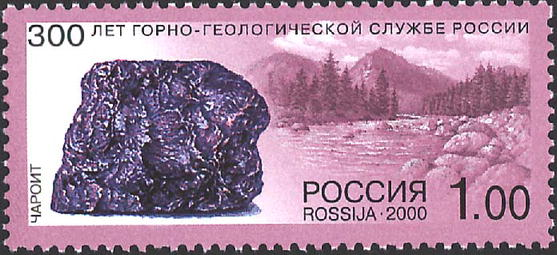
Чароит на почтовой марке России

Все самые ценные образцы камня находят на территории Республики Саха, правительство которой в свою очередь устанавливает лимит на добычу редкого самоцвета — не больше сотни тонн в год.
Добыча чароита на территории Иркутской области сегодня практически не ведётся.
Различные версии о происхождении чароита выдвигали Е. И. Воробьев, Н. В. Владыкин, М. Д. Евдокимов, В. М. Бирюков и Н. В. Бердников.

## Применение
Естественные декоративные качества, прочность и лёгкость в обработке и полировке позволяют использовать минерал в любых видах ювелирных украшений. Из камня изготавливают вазочки, чаши, браслеты, перстни, кулоны, вставки в серьги, броши, запонки и прочее. Существует более 100 разновидностей самоцвета, различных по рисунку и цвету. Благодаря своей широкой цветовой гамме чароит часто входит в мозаичные панно, выполненные в технике насыпной или флорентийской мозаики. Широкому распространению чароита мешает установленный Правительством Якутии лимит на добычу камня в размере 100 тонн в год — это вынужденная мера, защищающая от быстрого иссякания месторождения. Именно потому чароит год от года растёт в цене и становится всё более редок. Стоимость камня на рынке 30-70 долларов за кг и сильно зависит от его сорта: для камня экстра-класса может достигать более 100 долларов за кг. Помимо обычного фиолетового, встречаются и экзотические цвета — малиновый, коричневый, серый.
Обычно образцы чароита делятся на 4 сорта:
- Экстра — ювелирный, этот сорт редко встречается и отличается ярко выраженным контрастным рисунком и перламутровым блеском. Традиционно ювелирный чароит оправляют в серебро.
- I сорт — поделочный,
- II сорт — поделочный, слабый рисунок, бледный однородно-сиреневый цвет, перламутровый блеск отсутствует. Этот сорт чаще всего подделывается и продается в качестве ювелирных украшений (браслеты, кольца, серьги) как «настоящий чароит, редчайший камень, есть только в России, просто именно в этом изделии не очень красивый" хотя в реальности вместо камня продают пластмассу и стекло, окрашенные в сиреневый цвет и оправленные в ювелирные сплавы из неблагородных металлов
- III сорт — облицовочный.

Наличие в некоторых (отнюдь не во всех) чароититах радиоактивного стисиита, содержащего торий, отрицательно сказывается на качестве ювелирно-поделочного материала. Поэтому при изготовлении из чароита ювелирных украшений и сувениров желательно проверить исходное сырьё на радиоактивность. Чароит с обильными примесями радиоактивного стисиита может повредить здоровью при длительном прямом контакте с кожей, так как «присутствие тория в его составе делает радиоактивным как сам минерал, так и содержащие его породы».

## Галерея

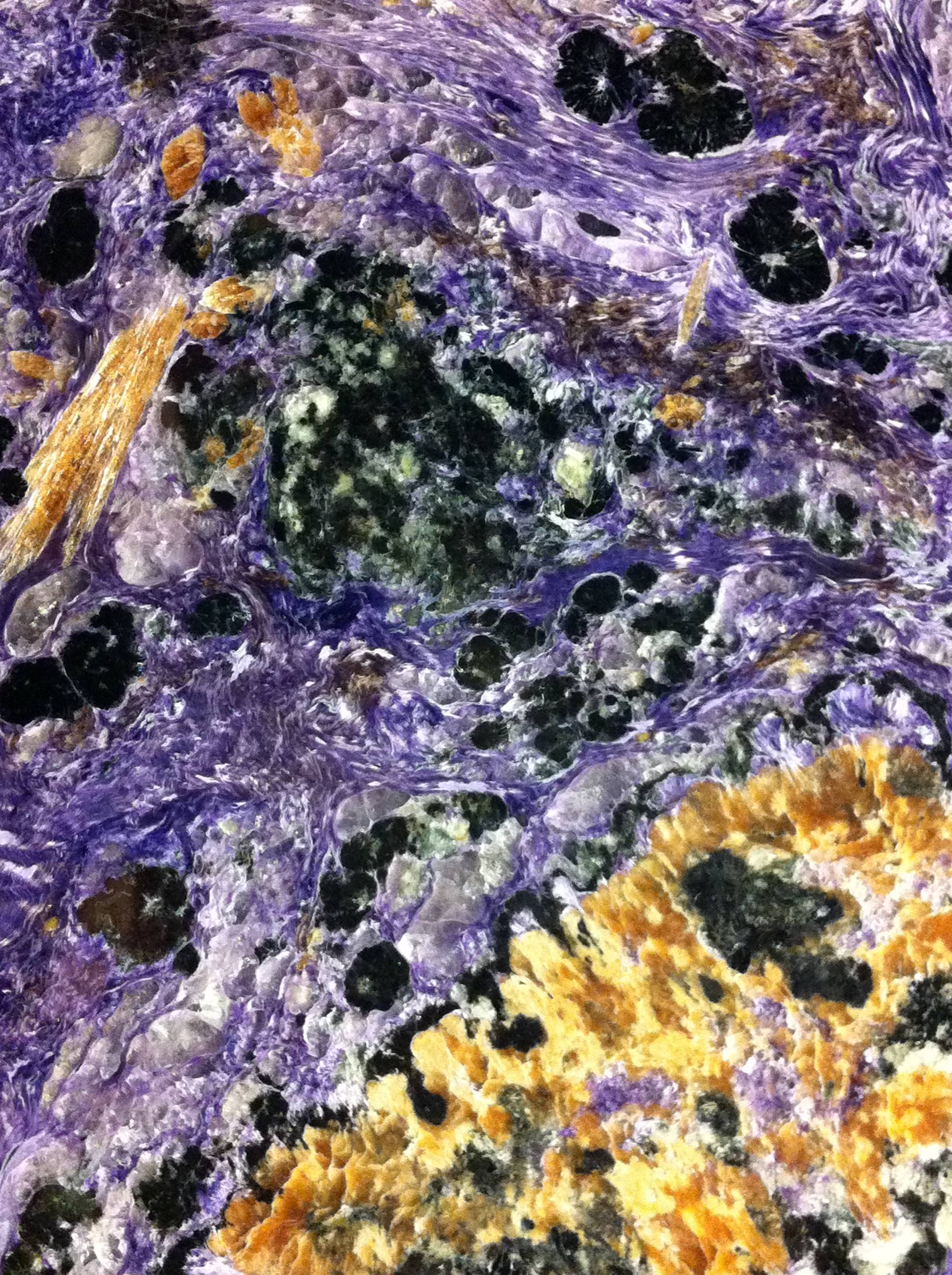
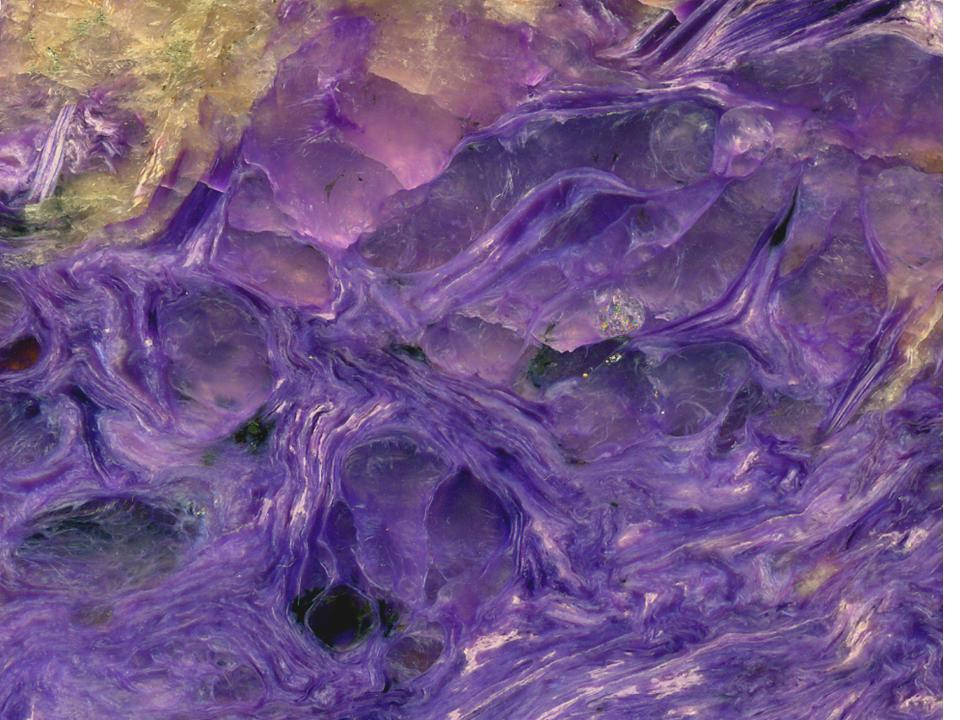
Отполированный образец
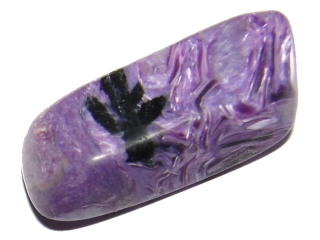
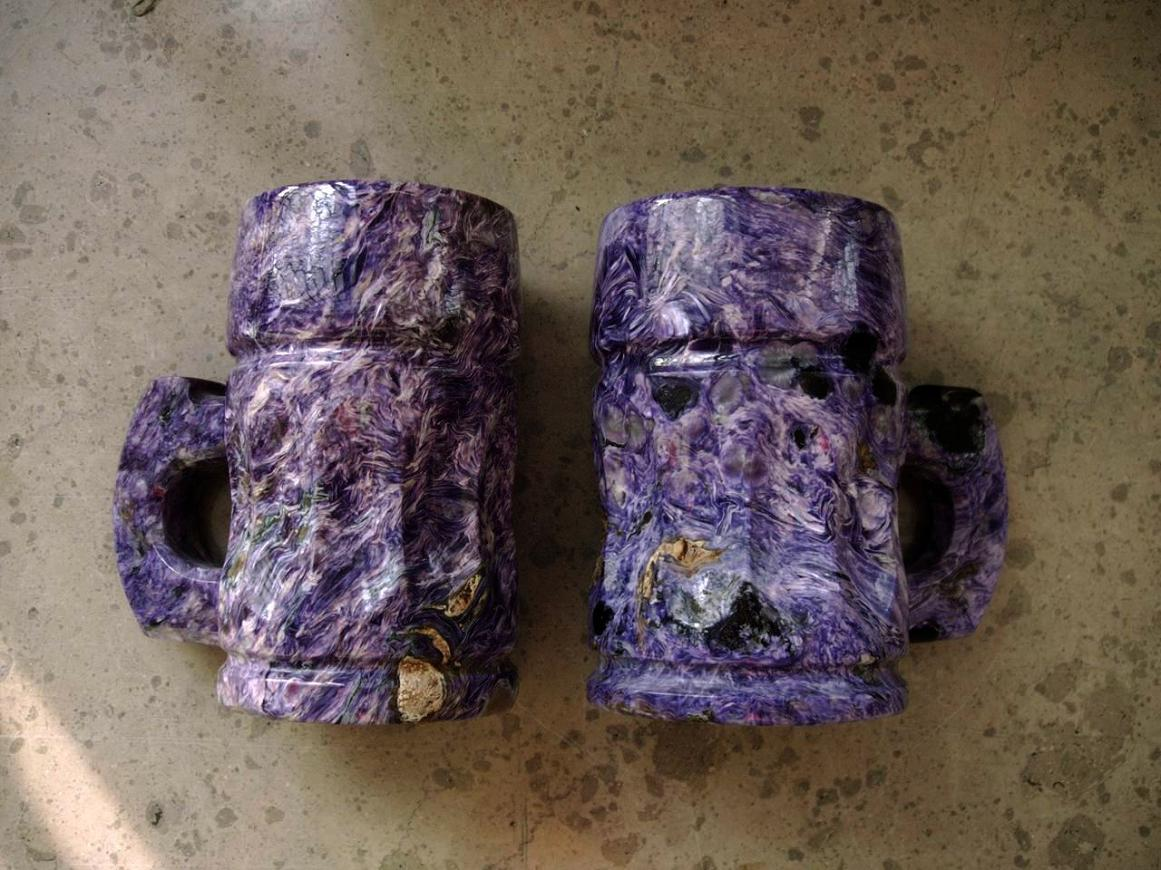
Кружки из чароита
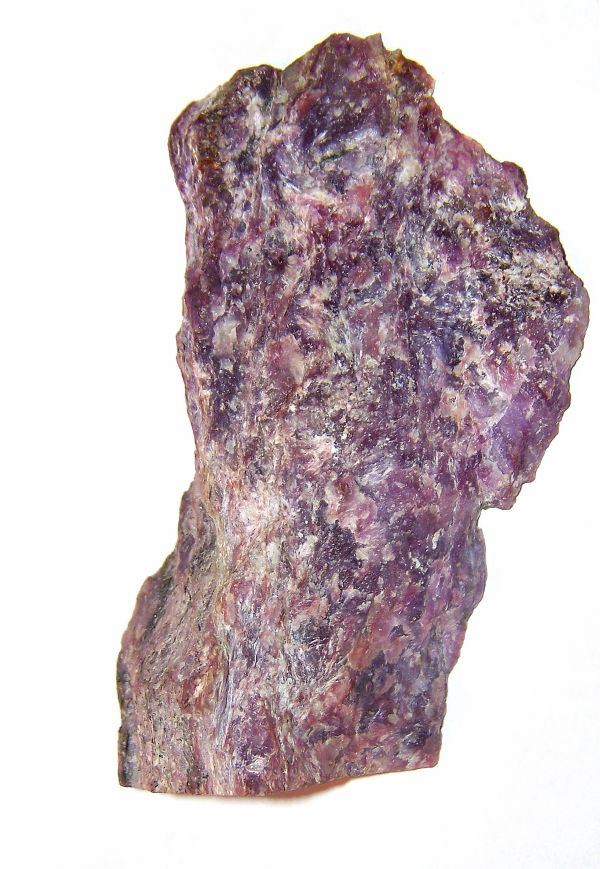